# Северный морской музей
 Северный морской музей — государственный морской исторический музей научно-технического профиля. Расположен в Архангельске на Набережной Северной Двины.

## История
- 1970-е годы — основание сотрудниками Северного морского пароходства ведомственного музея, находящегося в подчинении Министерства морского флота СССР.
- 1993 год — музей получает государственный статус и название «Государственный Северный морской музей».
- 2000-е годы — обновление корпуса музея, реставрация пристаней набережной, обновление фондов.
- 2009-2010 годы — организация передвижных выставок и выездных музейных занятий (лекций, экскурсий) в связи с реставрацией здания музея.

## Экспонаты
Фонд музея насчитывает более 21000 единиц хранения, часть из которых представлена в существующих и формирующихся экспозициях, повествующих о морском наследии Севера России. Ведётся активная работа по дальнейшему пополнению фонда.

### Экспозиции[1]
- Тысячелетие Северного мореплавания — основная экспозиция музея с 2013 года
- Архангельск — первый морской порт России и колыбель отечественного судостроения
- Архангельск — базовый порт изучения Арктики XVIII — начала XX вв.
- Торговое мореплавание на Европейском Севере России во второй половине XIX — начале XX вв.
- Беломорье — колыбель северной русской морской культуры
- Развитие морского транспорта Северного бассейна в 1920—1930-е годы. Развитие морского транспорта Северного бассейна в 1920—1930-е годы
- На штурм высоких широт!
- Великая Отечественная война 1941—1945 гг. Северные союзные конвои
- Развитие морского транспорта Северного бассейна в 1945-2000 годы
- Передвижная выставка «Огненные рейсы»[2]

### Уличные экспонаты

Бюст И. Д. Папанина

- Аллея покорителей Арктики скульптора Размика Хачиковича Мурадяна: бюсты И. Д. Папанина, Г. Я. Седова, В. И. Воронина, О. Ю. Шмидта, А. М. Курочкина.

## Галерея

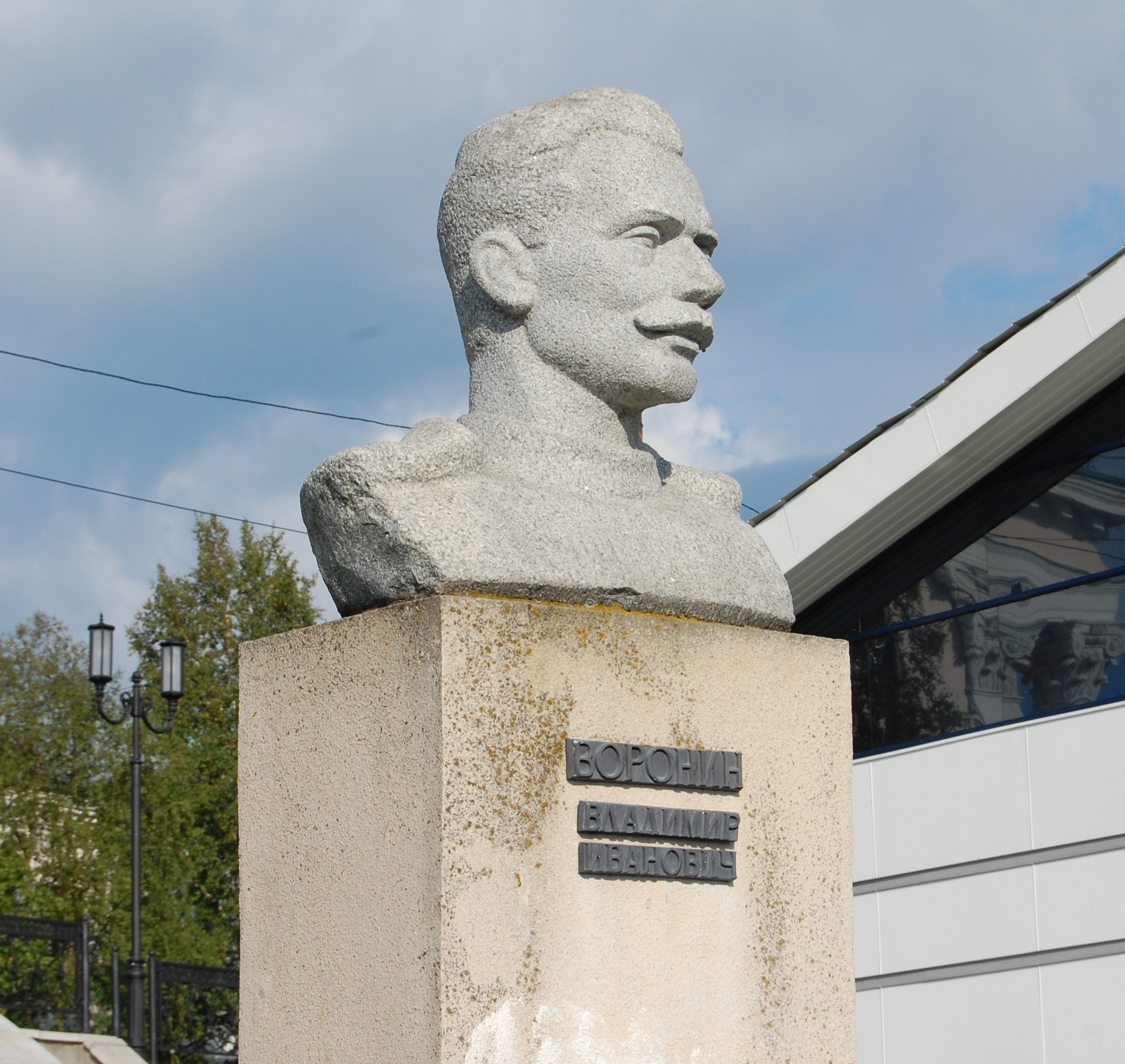
Бюст В. И. Воронина
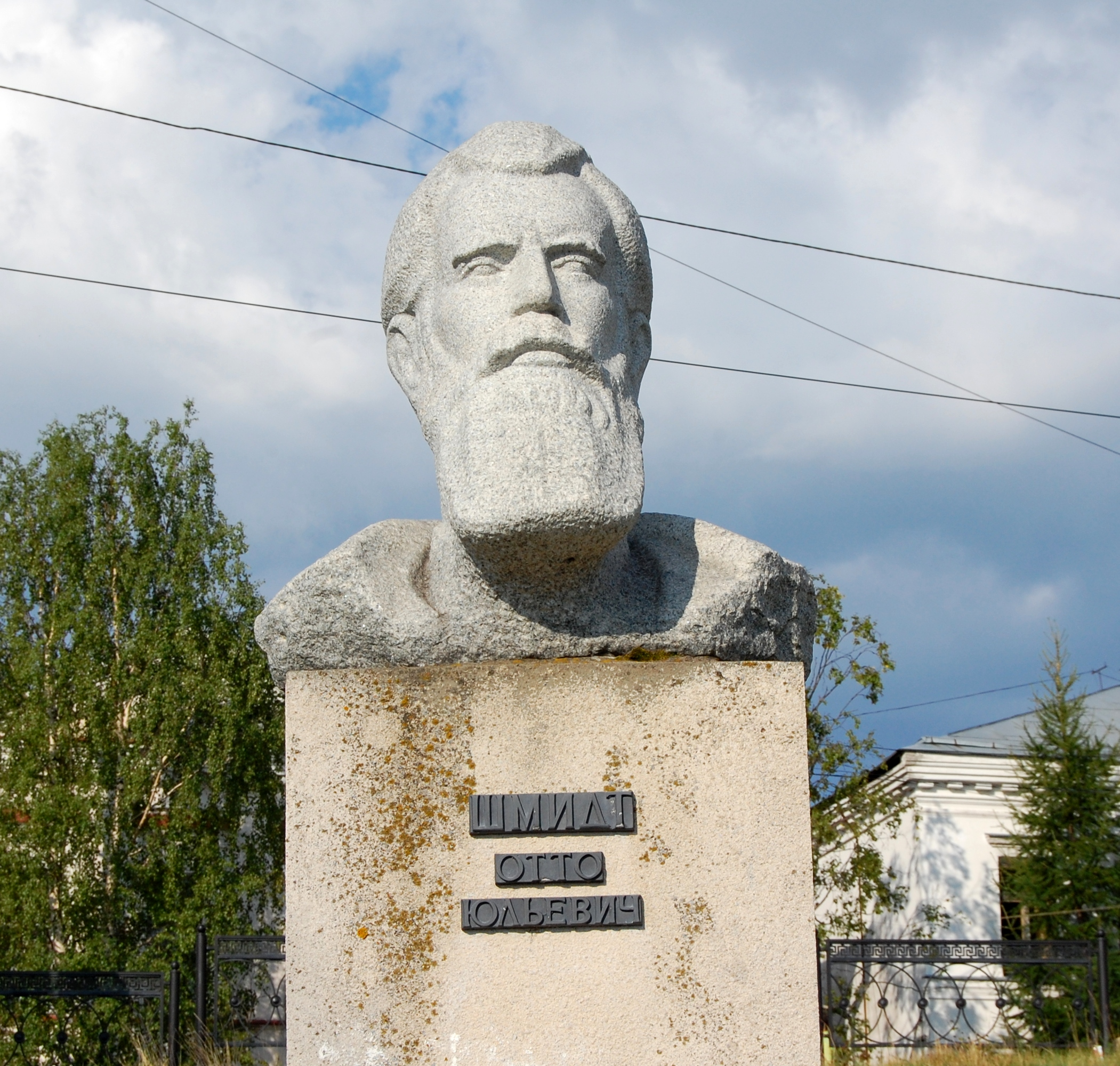
Бюст О. Ю. Шмидта
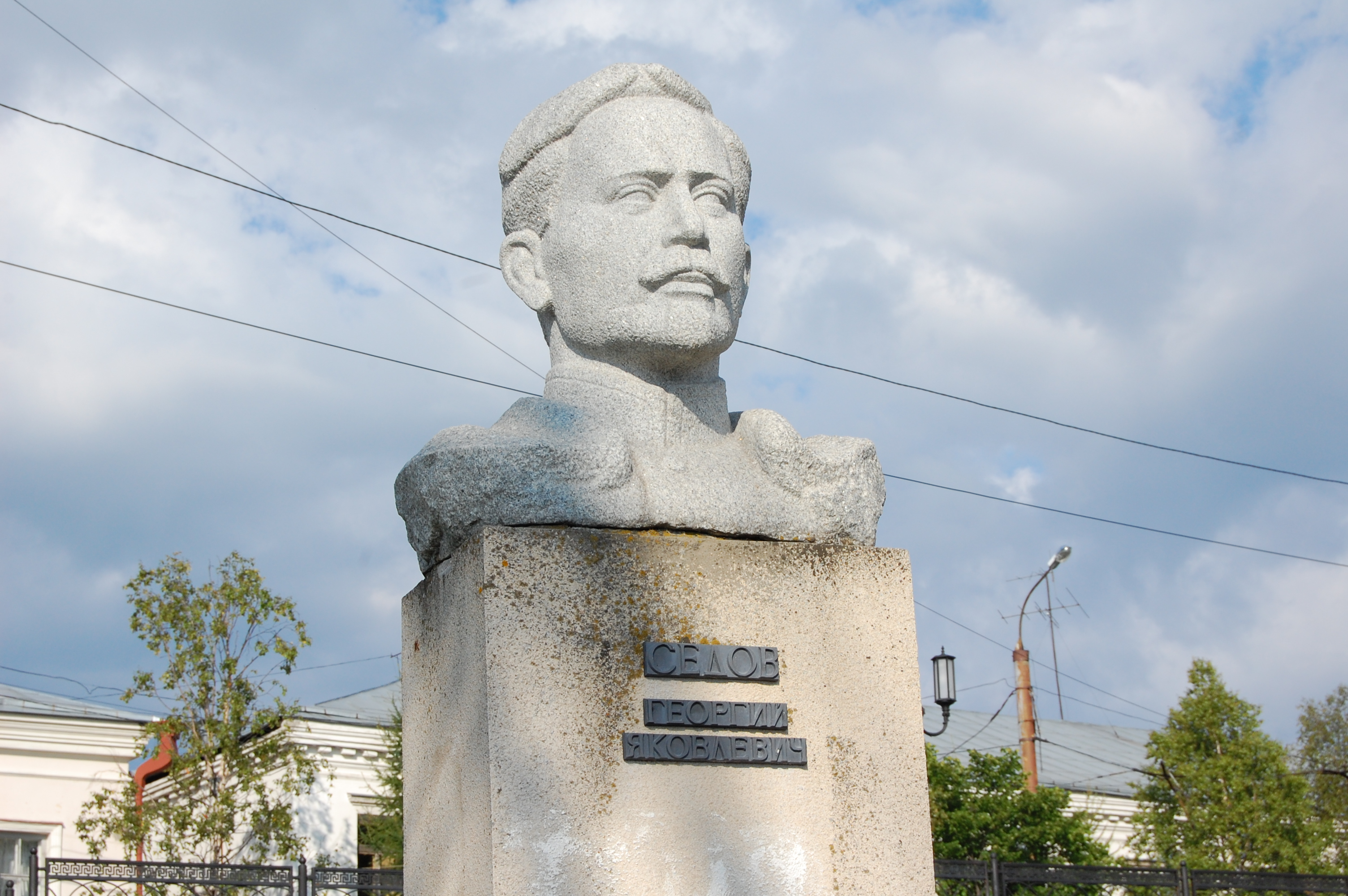
Бюст Г. Я. Седова
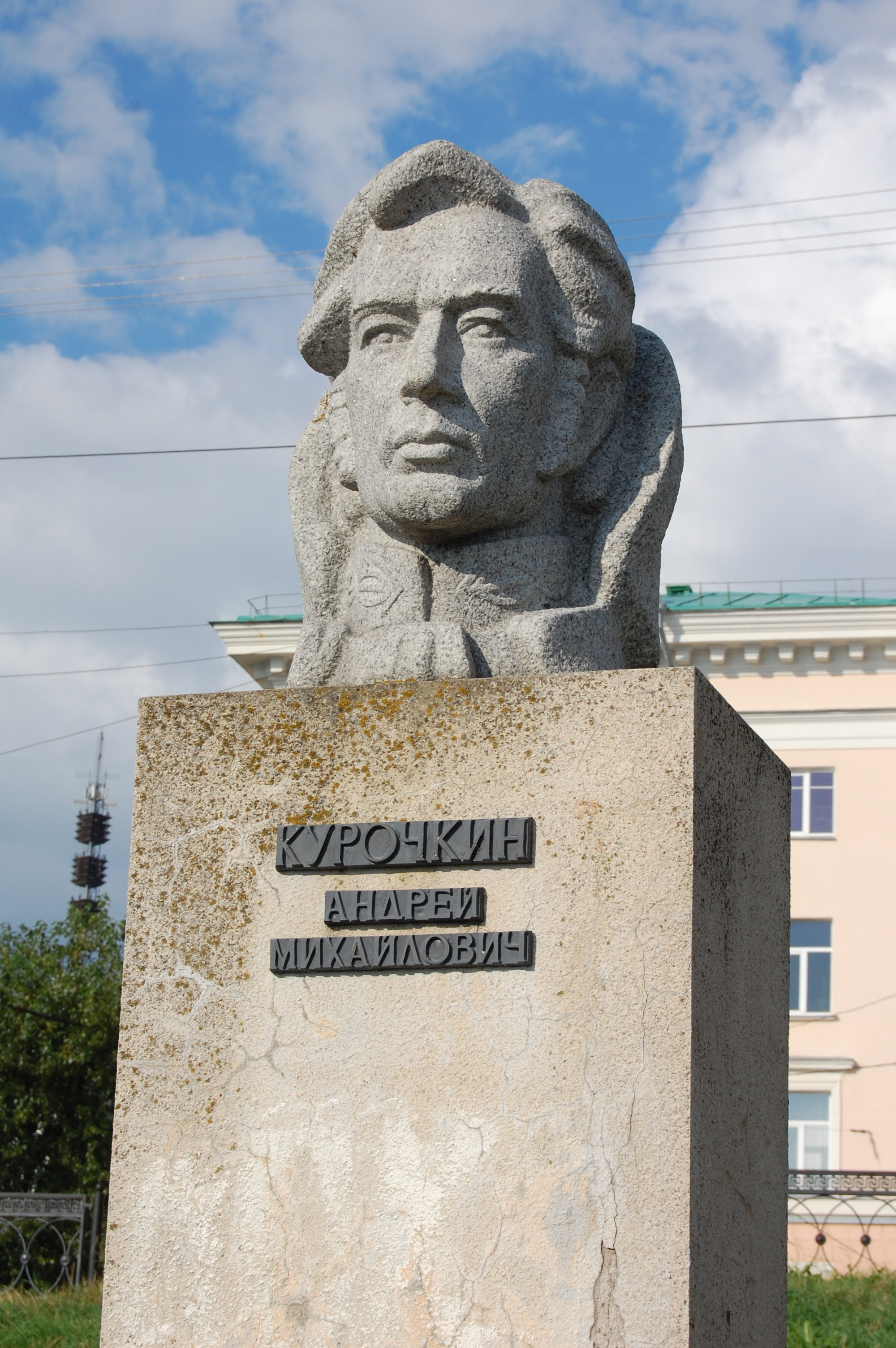
Бюст А. М. Курочкина